# Pseudomalmea
Pseudomalmea is een geslacht uit de familie Annonaceae. De soorten uit het geslacht komen voor in tropisch Zuid-Amerika.

## Soorten
- Pseudomalmea boyacana (J.F.Macbr.) Chatrou
- Pseudomalmea darienensis Chatrou
- Pseudomalmea diclina (R.E.Fr.) Chatrou
- Pseudomalmea wingfieldii Chatrou